# Sigray József (főispán, 1768–1830)
Gróf alsó- és felsősurányi Sigray Ferenc József Ádám Vince (Kőszeg, 1768. április 17. – Ivánc, 1830. október 26.) nagybirtokos főnemes, császári és királyi kamarás, helytartósági tanácsos, Vas vármegye alispánja, Somogy vármegye főispánja, Sigray Károly fia, Sigray Jakab öccse.

A Sigray család grófi címere.

## Élete
A nagybirtokos főnemesi Sigray családba született, édesapja gróf Sigray Károly főispán, édesanyja gróf Szvetics Zsófia. Keresztszülei II. József és Mária Terézia voltak. Fivére, gróf Sigray Jakab (1764–1795), az egyik vezetője a Magyar jakobinus mozgalomnak. 1788-ban Vas vármegye alispánjává nevezték ki, majd császári és királyi kamarás, helytartósági tanácsos és valóságos belső titkos tanácsos is lett. 1807-ben az országgyűlés választmányi tagja, 1809-ben pedig az I. Ferenc által meghirdetett nemesi felkelés egyik vármegyei szervezője lett. Később hivatalis pályafutását Somogyban folytatta, 1817-ben előbb vármegyei adminisztrátor, 1823-ban főispánhelyettes, majd 1824-ben már főispán volt. Ez utóbbi tisztségét haláláig töltötte be, habár élete utolsó éveiben ivánci kastélyában visszavonultan élt.
Sigray gróf ivánci kastélyát költők és írók találkahelyévé tette, sok korabeli irodalmár megfordult ott. Horváth József Elek és Dukai Takách Judit költeményeiben is megörökítették a Sigray-kastély angolparkjának szépségét. Barkóci Rosty Pál (1745-1810) táblabíró, főhadnagy, jakobinus, jó barátságban volt Sigray Jakabbal és Józseffel; Rosty Pál öregkorában a császárhű gróf Sigray József ivánci kastélyában lakott hosszú ideig, ahol végül meg is halt.

### Családja
Sigray gróf kétszer nősült, első felesége zsadányi és törökszentmiklósi Almásy Johanna volt, egyetlen gyermek, Johanna származott e házasságból. Másodszor kisjeszeni és megyefalvi Jeszenszky Amáliát (1790–1848) vette nőül, az alábbi hat gyermekük született:
- Mária Anna (1814–1838); férje: Guillaume de Montbel gróf (1787–1861) Toulouse polgármestere, francia miniszter
- Felicitas (1814–1857); férje: gróf galánthai Esterházy Ferenc (1779–1855) prímási kamarás
- Borbála Franciska Amália Éva (1815–1882); férje: Ermolao Asinari gróf (1800–1864)
- Titusz (1817–?)
- Amália (1821–?)
- Fülöp (1823–1883) császári és királyi kamarás; első neje: nemeskéri Kiss Lujza (1828–1855); második neje: báró magurai Augusz Klára (1857–1889)